# Lasianthus chrysoneurus
Lasianthus chrysoneurus är en måreväxtart som först beskrevs av Pieter Willem Korthals, och fick sitt nu gällande namn av Friedrich Anton Wilhelm Miquel. Lasianthus chrysoneurus ingår i släktet Lasianthus och familjen måreväxter. Inga underarter finns listade i Catalogue of Life.